# 1693
Cette page concerne l'année 1693  du calendrier grégorien.
L'année 1693 est une année commune qui commence un jeudi.

## Événements
- 25 janvier : départ de Montréal d'une expédition française contre les Iroquois. Trois villages iroquois au nord d'Albany sont attaqués et détruits par les Français, qui font 300 prisonniers (16-18 février). Le corps expéditionnaire est attaqué par les Anglais dans sa retraite[1].
- 4 février : martyre du jésuite Jean de Britto en Inde[2].
- 8 février : fondation de William and Mary College en Nouvelle-Angleterre[3].
- 8 juillet, Pékin : Kangxi envoie le père Bouvet en France pour offrir à Louis XIV des livres anciens et aller chercher d’autres savants. Bouvet arrive à Paris le 1er mai 1697[4].
- 8 septembre : les Hollandais occupent Pondichéry (fin en 1697)[5]. François Martin, son gouverneur, trouve refuge à Chandernagor.

- Le négus d'Éthiopie Iyasou le Grand reçoit en présent du gouverneur des Indes Néerlandaises une cloche pour l’église de Debra-Berhan[6].
- Le khan de Dzoungarie Galdan envoie une ambassade à Pékin pour protester contre la suppression des échanges commerciaux, mais ses messagers sont exécutés[7].

### Europe
- 6 janvier : capitulation de Furnes, assiégée par les Français de Boufflers[8].
- 11 janvier : tremblement de terre du Val di Noto en Sicile (environ 60 000 victimes)[9].

- 17 mars : traité entre la Suède et le Danemark pour le respect de leur neutralité maritime[8]. Le commerce du Danemark est favorisé.

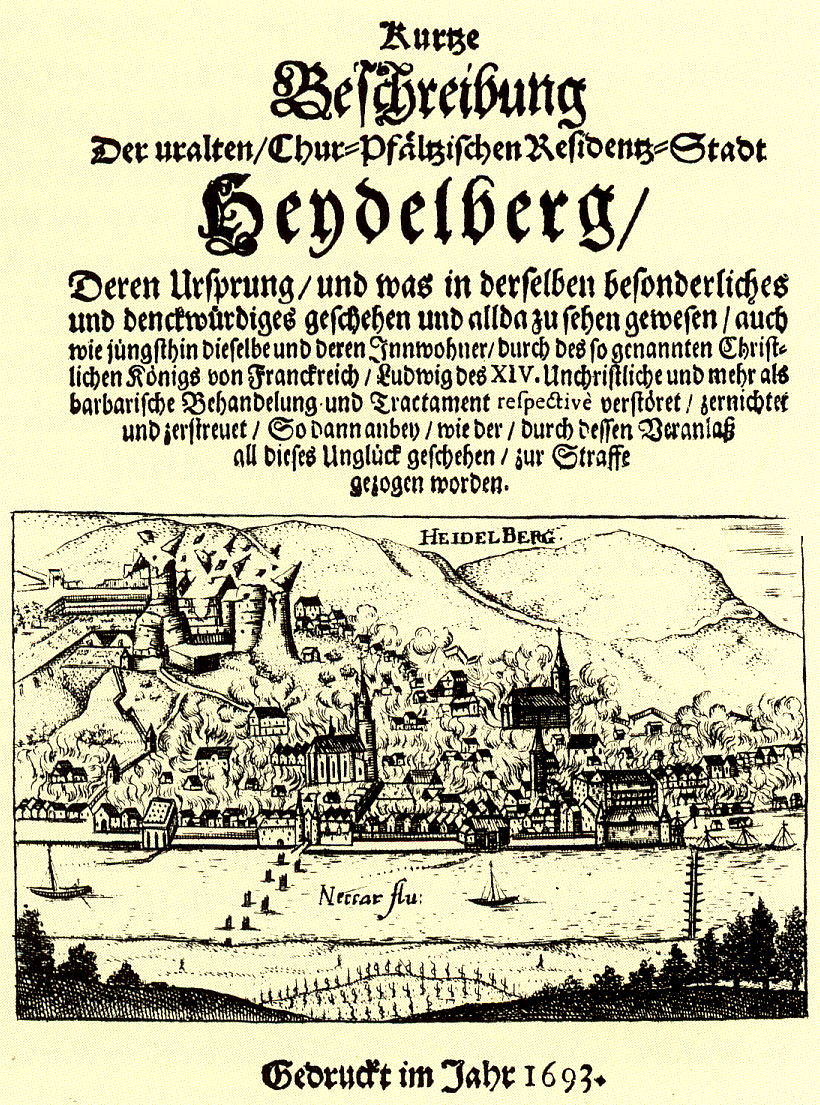
Mai : destruction du Château de Heidelberg

- 18 - 22 mai : les forces de Louis XIV attaquent et prennent Heidelberg. Le château tombe le 23. Deuxième incendie de la ville[8].
- 27 mai - 9 juin : prise de Roses par le maréchal de Noailles[8].
- 7 juin : l’armée française arrive à Gembloux. Peu-après, Louis XIV quitte les Pays-Bas et n’exercera plus jamais de commandement militaire[8].
- 27 juin : bataille de Lagos. Tourville disperse et détruit en partie une flotte anglo-hollandaise au large de Lagos (Portugal), escortant des navires de commerce chargés de grains venus du Levant pour ravitailler l’Europe du Nord en pleine disette[8].

- 9 juillet : l'arrestation par le bayle du duc de Gandia de quatre paysans de Villalonga qui ont refusé de s’acquitter de leur redevance provoque la révolte de la seconde Germania dans le royaume de Valence (Espagne). Elle est réprimée le 15 juillet par la milice du gouverneur de Xàtiva[10].
- 19 - 24 juillet : Luxembourg assiège et prend Huy près de Liège[8].
- 29 juillet : victoire de Luxembourg à la bataille de Neerwinden sur Guillaume III d'Orange[8].

- Juillet : révolte paysanne des Chodes ou Chodovés en Bohême, contre leur seigneur Wolf Maximilian Lamingen[11]. Leur chef, Jan Sladký Kozina, est exécuté à Plzeň le 28 novembre 1695[12].
- 30 juillet : Pierre le Grand se rend à Arkhangelsk[13]. Il décide la création d’un chantier naval, avec l’aide de charpentiers de marine Hollandais (Brandt, Kort).

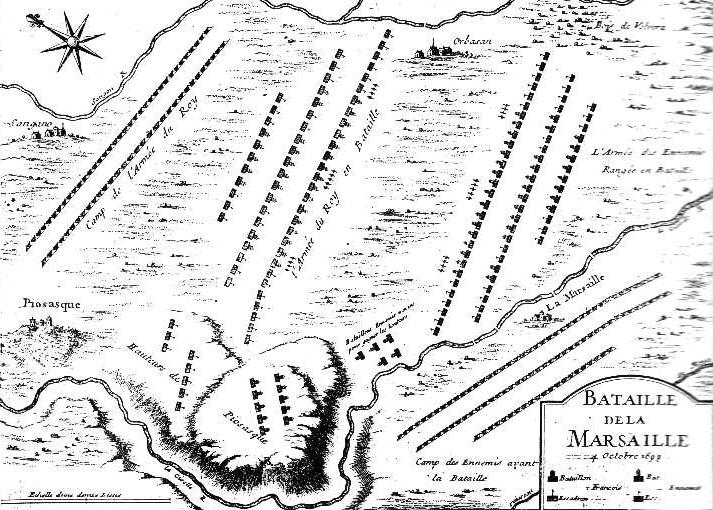
4 octobre : bataille de La Marsaille

- 4 octobre : victoire de Catinat à la Marsaille sur Victor-Amédée II de Sardaigne. Le duc de Savoie change de camp. Pignerol, assiégée depuis deux ans, est sauvée[8].
- 11 octobre : prise de Charleroi par Luxembourg[8].
- 26 - 30 novembre : une flotte anglaise bombarde Saint-Malo[8].

- Mauvaise récolte en Europe de l'Ouest liée au climat. Famine (dès juin-juillet à Paris), favorisant les épidémies (1693-1694). Près de 2 millions de victimes en France, soit 10 % de la population[14].
- Rajustement monétaire dans l’empire[15].

## Naissances en 1693
- 19 janvier : Hyacinthe Collin de Vermont, peintre français († 16 février 1761).
- 23 janvier : Georg Bernhard Bilfinger, philosophe, mathématicien et scientifique allemand († 18 février 1750).

- 7 février : Anna Ivanovna, futur tsarine de Russie († 28 octobre 1740).

- ? mars : James Bradley, astronome britannique († 13 juillet 1762).

- 3 avril : George Edwards, naturaliste et ornithologue britannique († 23 juillet 1773).

- 19 juin : Christian August Hausen, mathématicien, physicien, astronome allemand († 2 mai 1743).

- Date précise inconnue : 
  - Nicolas Delobel, peintre français († 18 mars 1763).
  - Mathurin Le Petit, prêtre jésuite français, envoyé en mission chez les Natchez († 1739).

## Décès en 1693
- 7 février : Paul Pellisson, avocat et écrivain français (° 30 octobre 1624).
- 17 avril : Rutger von Ascheberg, général suédois (° 2 juin 1621).
- 20 avril : Claudio Coello, peintre et décorateur espagnol (° 1642).
- 25 mai : Mme de La Fayette, écrivain française, initiatrice du roman français moderne (° 18 mars 1634).
- 24 juin : Isaac Willaerts, peintre de marine néerlandais  (° vers 1620).
- 31 juillet : Willem Kalf, peintre néerlandais (° 3 novembre 1619).
- 9 septembre : Ihara Saikaku, écrivain japonais (° 1642).
- 8 octobre : Thomas Bampfield, homme politique anglais (° vers 1623).
- 12 novembre : Maria van Oosterwijk,  peintre baroque néerlandaise (° 27 août 1630).
- 23 novembre : Job Berckheyde, peintre néerlandais (° 27 janvier 1630).
- 13 décembre : Willem van de Velde l'Ancien, peintre de marine et dessinateur néerlandais (° vers 1611).
- 24 décembre : Nicolas Maes,  peintre néerlandais (° janvier 1634).
- Date précise inconnue :
  - Jan Verkolje, peintre et graveur néerlandais (° 9 février 1650).
  - Johann Jacob Zimmermann, théologien, mathématicien et astronome allemand (° 1644).